# Muscle génio-hyoïdien
Le muscle génio-hyoïdien (Musculus geniohyoideus en latin) est un muscle suprahyoïdien de la partie supérieure du cou au niveau du plancher buccal.

## Description
Le muscle génio-hyoïdien est un muscle court conique et aplati de haut en bas.

## Origine
Le muscle génio-hyoïdien nait de l'épine mentale inférieure de la mandibule.

## Trajet
Le muscle génio-hyoïdien se dirige en arrière et vers le bas en prenant une forme cylindrique.

## Insertion
Le muscle génio-hyoïdien se termine sur la face antérieure du corps de l'os hyoïde.

## Innervation
Le muscle génio-hyoïdien est innervé par une branche du nerf hypoglosse qui partage des fibres avec le nerf spinal C1, provenant du plexus cervical.

## Action
Le muscle génio-hyoïdien abaisse la mandibule lorsque l'os hyoïde est fixe, et élève et avance l'os hyoïde lors que la mandibule est fixe.

## Galerie

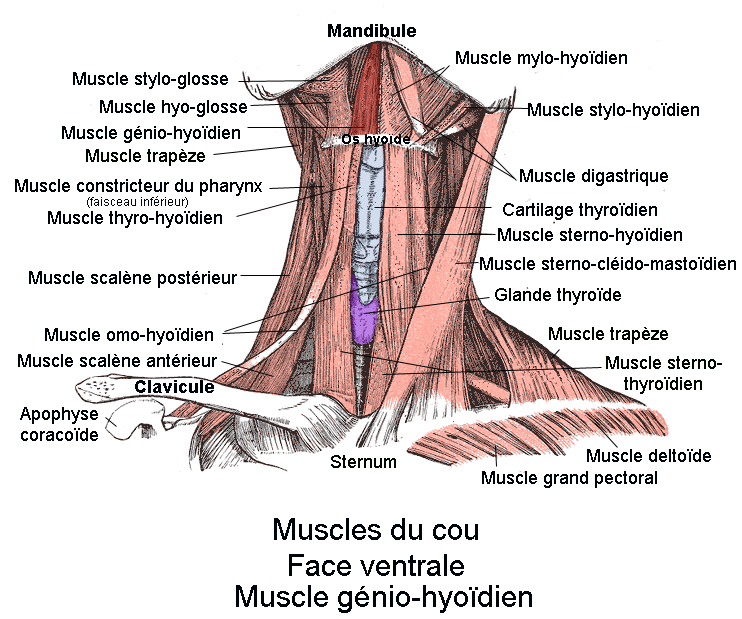
Muscle génio-hyoïdien (en rouge).
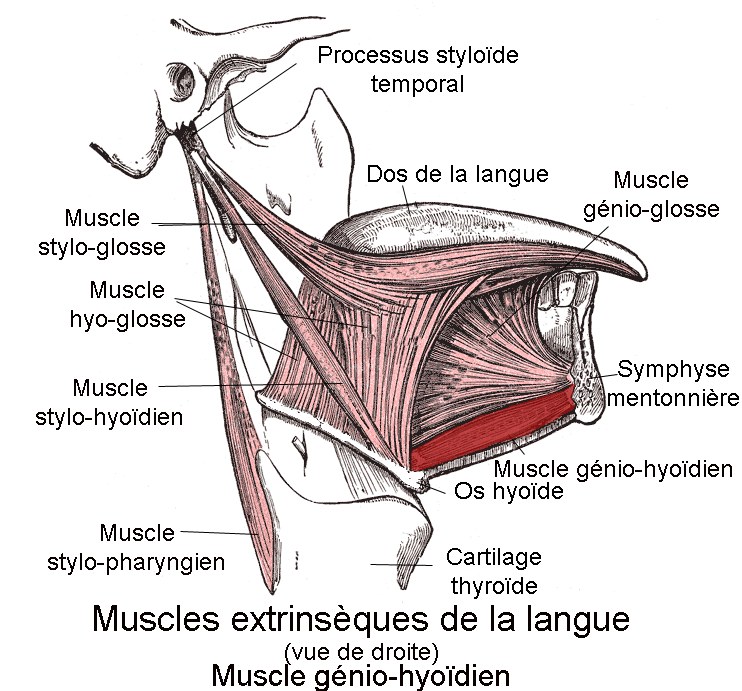
Muscle génio-hyoïdien (en rouge).
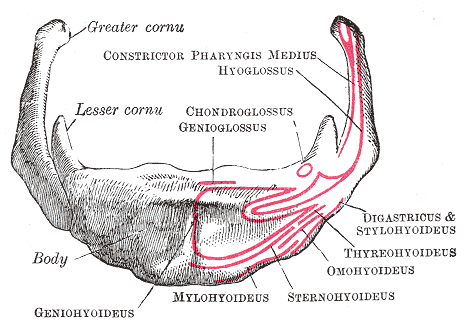
Os hyoïde (vue antérieure)
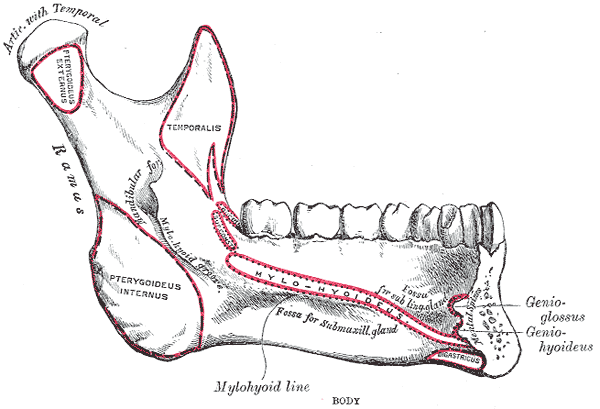